# Belmonte, Cuenca
Belmonte là một đô thị trong tỉnh Cuenca, cộng đồng tự trị Castile-La Mancha Tây Ban Nha. Đô thị này có diện tích là 92,93 ki-lô-mét vuông, dân số năm 2009 là 2.251 người với mật độ 24,22 người/km². Đô thị này có cự ly 103 km so với tỉnh lỵ Cuenca.